# Mousa al-Awadi
Mousa al-Awadi (in arabo موسى العوضي‎?; Amman, 20 luglio 1985) è un cestista giordano.

## Carriera
Con la Giordania ha disputato due edizioni dei Campionati mondiali (2010, 2019).